# Театр оперы и балета Монголии
Государственный академический театр оперы и балета Монголии (монг. Улсын дуурь бүжгийн эрдмийн театр) — театр в Улан-Баторе.

## История

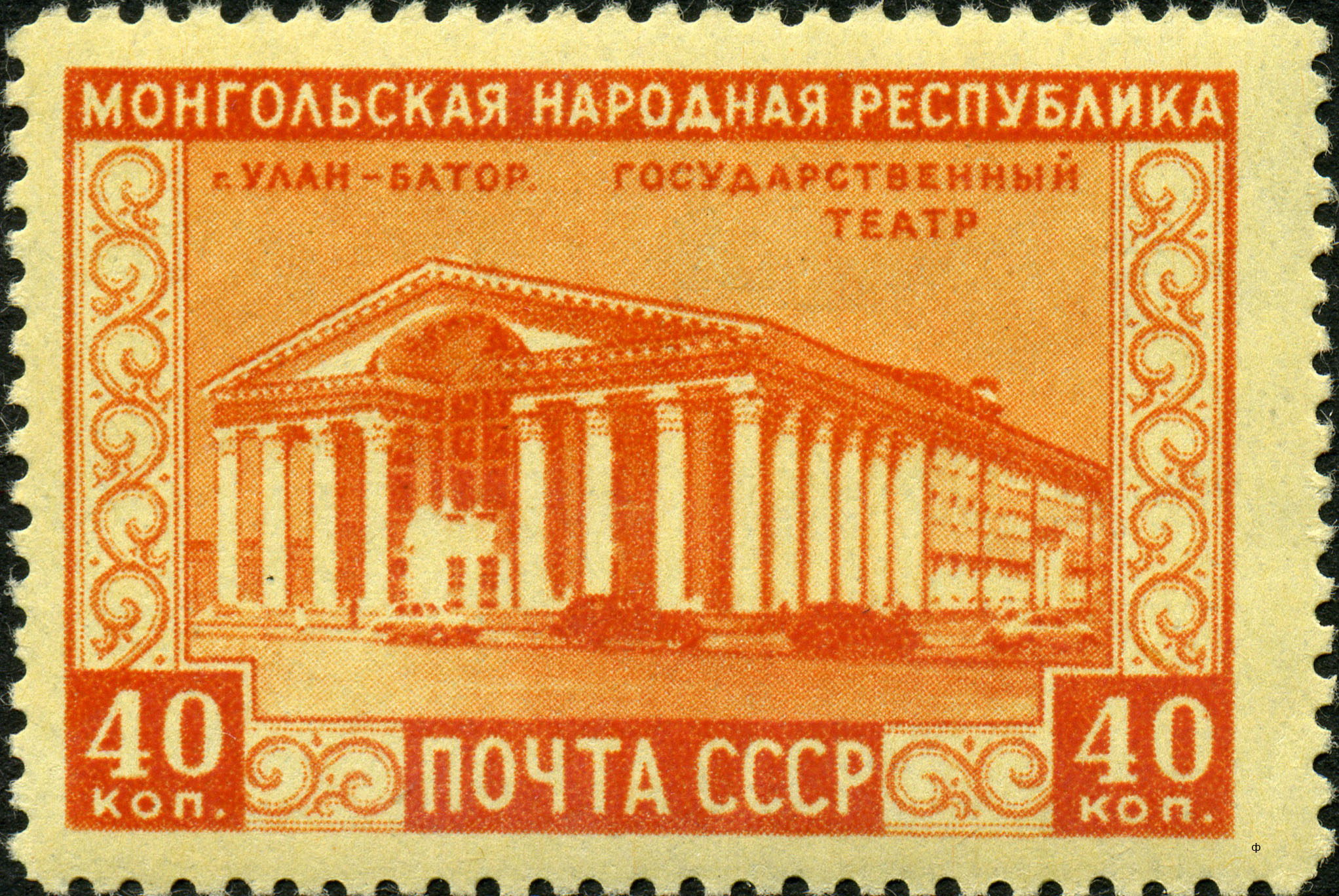
Академический театр оперы и балета Монголии на почтовой марке СССР 1951 г.

С 1931 года в здании размещался Национальный центральный театр, заложивший основу театрального искусства Монголии. Государственный академический театр оперы и балета открылся 15 мая 1963 года. 18 мая театр провёл церемонию открытия, поставив оперу Чайковского «Евгений Онегин». Репертуар включает классические и национальные балеты (в том числе «Лебединое озеро», «Щелкунчик»), оперы («Мадам Баттерфляй», «Богема» и др.).
Здание выполнено в стиле неоклассицизма.

## Солисты
- Энхбатын Амартувшин
- Гомбын Туэндэмбэрэл